# Крещенка (Липецкая область)
Креще́нка — село Хлевенского района Липецкой области России. Входит в состав Фомино-Негачевского сельсовета.

## География
Расположен в пределах Средне-Русской возвышенности в подзоне лесостепи, на берегу реки Нега,

## Название
Название — по Крещенской церкви.

## История
Основана не позднее первой половины XVIII в. крестьянами-однодворцами соседнего села Фомина-Негачевка.

## Население
| 1859 | 1897  | 2009 | 2010 |
| ---- | ----- | ---- | ---- |
| 1000 | ↗1387 | ↘227 | ↘224 |

В 1762 г. имела около 200 жителей.

## Инфраструктура
Личное подсобное хозяйство.
Церковь Богоявления Господня

## Транспорт
Доступна автотранспортом. Остановка общественного транспорта «Крещенка».